# Stenotis linearifolius
Stenotis linearifolius là một loài thực vật có hoa trong họ Thiến thảo. Loài này được (DC.) Torr. & A. Gray miêu tả khoa học đầu tiên năm 1842.